# Qualificazioni al campionato mondiale femminile di calcio 2019 - UEFA - Fase a gironi, gruppo 3
Il gruppo 3 della sezione UEFA della qualificazioni al campionato mondiale femminile di calcio 2019 è composto da cinque squadre: Irlanda, Irlanda del Nord, Norvegia, Paesi Bassi e Slovacchia. La composizione dei sette gruppi di qualificazione della sezione UEFA è stata sorteggiata il 19 gennaio 2017.

## Formula
Le cinque squadre si affrontano in un girone all'italiana con partite di andata e ritorno, per un totale di 10 partite. La squadra prima classificata si qualifica direttamente alla fase finale del torneo, mentre la seconda classificata accede ai play-off qualificazione solamente se è tra le prime quattro tra le seconde classificate dei sette gruppi di qualificazione.
In caso di parità di punti tra due o più squadre di uno stesso gruppo, le posizioni in classifica vengono determinate prendendo in considerazione, nell'ordine, i seguenti criteri:
1. maggiore numero di punti negli scontri diretti tra le squadre interessate (classifica avulsa);
2. migliore differenza reti negli scontri diretti tra le squadre interessate (classifica avulsa);
3. maggiore numero di reti segnate negli scontri diretti tra le squadre interessate (classifica avulsa);
4. maggiore numero di reti segnate in trasferta negli scontri diretti tra le squadre interessate (classifica avulsa), valido solo per il turno di qualificazione a gironi;
5. se, dopo aver applicato i criteri dall'1 al 4, ci sono squadre ancora in parità di punti, i criteri dall'1 al 4 si riapplicano alle sole squadre in questione. Se continua a persistere la parità, si procede con i criteri dal 6 all'11;
6. migliore differenza reti;
7. maggiore numero di reti segnate;
8. maggiore numero di reti segnate in trasferta (valido solo per il turno di qualificazione a gironi);
9. tiri di rigore se le due squadre sono a parità di punti al termine dell'ultima giornata (valido solo per il turno preliminare e solo per decidere la qualificazione al turno successivo);
10. classifica del fair play (cartellino rosso = 3 punti, cartellino giallo = 1 punto, espulsione per doppia ammonizione = 3 punti);
11. posizione del ranking UEFA o sorteggio.

## Classifica finale
| Pos | Squadra          | Pt | G | V | N | P | GF | GS | DR  |
| --- | ---------------- | -- | - | - | - | - | -- | -- | --- |
| 1.  | Norvegia         | 21 | 8 | 7 | 0 | 1 | 22 | 4  | +18 |
| 2.  | Paesi Bassi      | 19 | 8 | 6 | 1 | 1 | 22 | 2  | +20 |
| 3.  | Irlanda          | 13 | 8 | 4 | 1 | 3 | 10 | 6  | +4  |
| 4.  | Irlanda del Nord | 3  | 8 | 1 | 0 | 7 | 4  | 27 | -23 |
| 5.  | Slovacchia       | 3  | 8 | 1 | 0 | 7 | 4  | 23 | -19 |

## Risultati
| Arbitro: | Olga Zadinová |

|                                                         |           |              |
| Reiten 15’, 90+2’ Graham Hansen 45+2’ (rig.) Utland 52’ | Marcatori | 89’ Milligan |

| Arbitro: | Sofia Karagiorgi |

|                                                                                  |           |            |
| Utland 3’ Thorsnes 9’ Reiten 21’ Graham Hansen 27’, 42’ (rig.) Mjelde 37’ (rig.) | Marcatori | 55’ Fabová |

| Arbitro: | Vesna Budimir |

|  |           |                                   |
|  | Marcatori | 45+1’ (aut.) Furness 69’ Campbell |

| Arbitro: | Triinu Laos |

|  |           |                                     |
|  | Marcatori | 11’ O'Sullivan 33’ (aut.) Vojteková |

| Arbitro: | Jana Adámková |

|               |           |  |
| Miedema 90+3’ | Marcatori |  |

| Arbitro: | Volha Tsiareška |

|  |           |                                                       |
|  | Marcatori | 8’, 90+1’ van der Gragt 42’ Spitse 45+1’, 46’ Miedema |

| Arbitro: | Tinna Høj Christensen |

|               |           |                                     |
| Vojteková 20’ | Marcatori | 34’ Nelson 52’ Furness 61’ Milligan |

| Nimega 28 novembre 2017, ore 20:00 CET | Paesi Bassi            | 0 – 0 referto | Irlanda | Stadio di Goffert (11 400 spett.)\| Arbitro: \| Anastasia Pustovoitova \| |
| Arbitro:                               | Anastasia Pustovoitova |               |         |                                                                           |

| Arbitro: | Simona Ghisletta |

|                         |           |                     |
| Kiernan 69’ Barrett 87’ | Marcatori | 73’ (aut.) Hourihan |

| Arbitro: | Monika Mularczyk |

|                                                                                    |           |  |
| Martens 9’, 17’ Miedema 27’ Spitse 42’ (rig.), 76’ van de Sanden 63’ Simpson 90+3’ | Marcatori |  |

| Arbitro: | Stéphanie Frappart |

|  |           |                                   |
|  | Marcatori | 11’ Beerensteyn 23’ (rig.) Spitse |

| Arbitro: | Lina Lehtovaara |

|  |           |                                        |
|  | Marcatori | 61’, 87’ Graham Hansen 90+3’ Herlovsen |

| Arbitro: | Kateryna Monzul' |

|  |           |                 |
|  | Marcatori | 21’, 61’ Utland |

| Arbitro: | Tess Olofsson |

|  |           |                                                                                 |
|  | Marcatori | 37’ Beerensteyn 61’ van de Donk 65’ van de Sanden 75’ (rig.) Spitse 89’ Groenen |

| Arbitro: | Esther Staubli |

|                          |           |  |
| Graham Hansen 25’ (rig.) | Marcatori |  |

| Arbitro: | María Dolores Martinez Madrona |

|               |           |  |
| Martens 90+2’ | Marcatori |  |

| Arbitro: | Angelika Söder |

|                                        |           |  |
| Kiernan 4’, 27’ McCabe 12’, 58’ (rig.) | Marcatori |  |

| Arbitro: | Valentina Finzi |

|  |           |                                          |
|  | Marcatori | 11’, 26’, 87’ Karlseng Utland 22’ Reiten |

| Arbitro: | Riem Hussein |

|                       |           |             |
| Engen 5’ Herlovsen 6’ | Marcatori | 31’ Miedema |

| Arbitro: | Alina Peşu |

|  |           |                 |
|  | Marcatori | 36’ Škorvánková |

## Statistiche

### Classifica marcatrici
7 reti
- Lisa-Marie Karlseng Utland

6 reti
- Caroline Graham Hansen (3 rig.)

5 reti
- Vivianne Miedema
- Sherida Spitse (3 rig.)

4 reti
- Guro Reiten

3 reti
- Leanne Kiernan
- Lieke Martens

2 reti
- Katie McCabe (1 rig.)
- Caragh Milligan

- Isabell Herlovsen
- Lineth Beerensteyn

- Shanice van de Sanden
- Stefanie van der Gragt

1 rete
- Amber Barrett
- Megan Campbell
- Denise O'Sullivan
- Rachel Furness
- Julie Nelson

- Syrstad Engen
- Maren Mjelde (1 rig.)
- Elise Thorsnes
- Jackie Groenen

- Daniëlle van de Donk
- Klaudia Fabová
- Dominika Škorvánková
- Jana Vojteková

Autoreti
- Marie Hourihan (1 pro Slovacchia)
- Rachel Furness (1 pro Irlanda)
- Billie Simpson (1 pro Paesi Bassi)
- Jana Vojteková (1 pro Irlanda)